# Niquetamida
Niquetamida é um estimulante que afeta principalmente o ciclo respiratório. Amplamente conhecido pelo seu antigo nome comercial de Coramine, foi utilizado em meados do século XX como uma contramedida médica contra overdoses de tranquilizantes, antes do advento da entubação endotraqueal e expansão pulmonar com pressão positiva. Considera-se agora a ser de nenhum valor para tais fins, e pode ser perigoso.